# Ronde van Frankrijk 2011/Zevende etappe

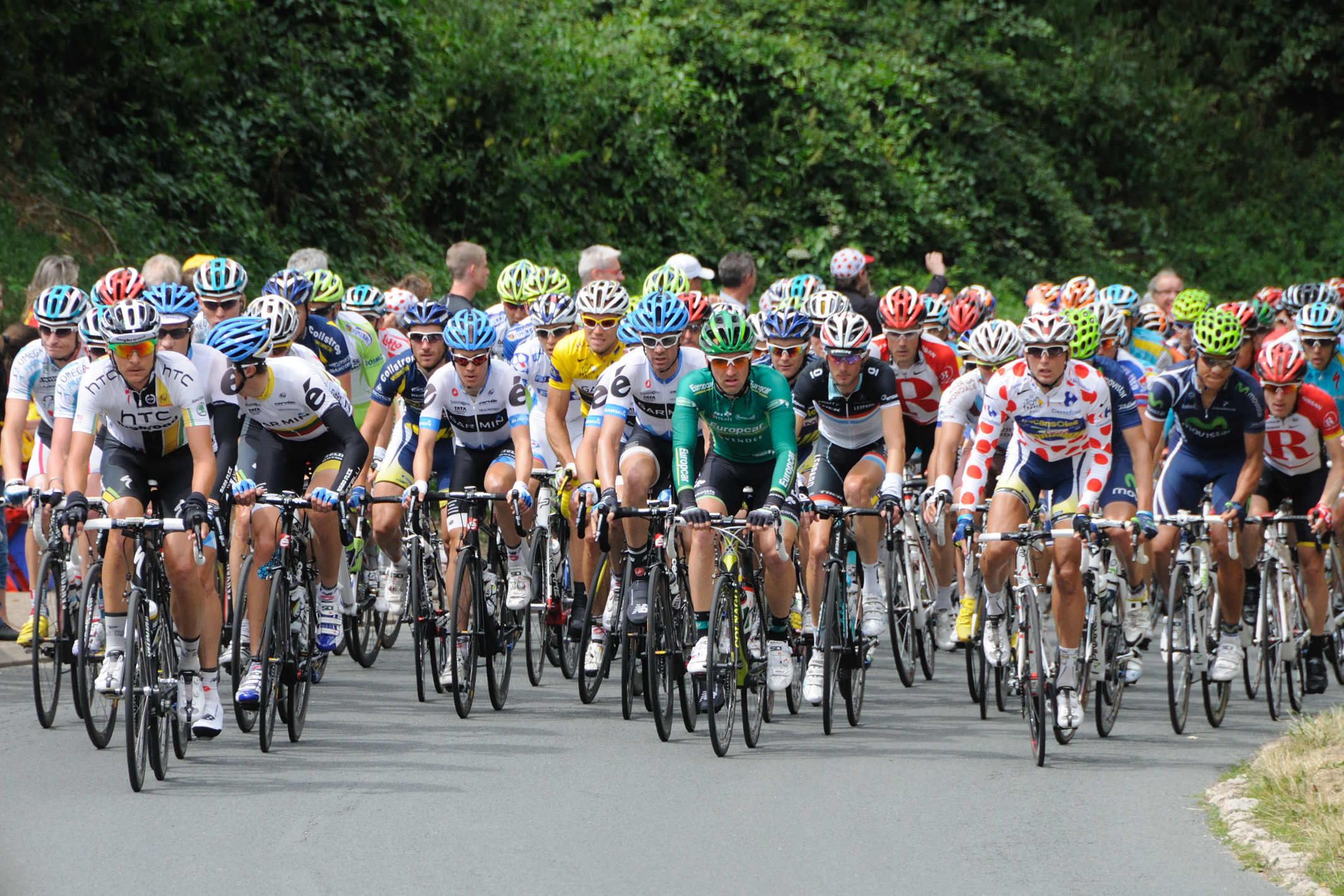
Het peloton aan de start van etappe zeven

De zevende etappe van de Ronde van Frankrijk 2011 werd verreden op 8 juli 2011 over een afstand van 218 kilometer tussen Le Mans en Châteauroux.

## Verloop

### Tussensprint
| Tussensprint Buzançais na 192,5 km |                    |        |
| Plaats                             | Naam               | Punten |
| Winnaar                            | Mickaël Delage     | 20     |
| 2                                  | Gianni Meersman    | 17     |
| 3                                  | Yannick Talabardon | 15     |

## Uitslagen
| Rituitslag |                     |                     |          |
| Plaats     | Naam                | Ploeg               | Tijd     |
| Winnaar    | Mark Cavendish      | Team HTC-High Road  | 5u38'53" |
| 2          | Alessandro Petacchi | Lampre-ISD          | z.t.     |
| 3          | André Greipel       | Omega Pharma-Lotto  | z.t      |
| 4          | Romain Feillu       | Vacansoleil-DCM     | z.t.     |
| 5          | William Bonnet      | Française des Jeux  | z.t.     |
| 6          | Denis Galimzjanov   | Team Katjoesja      | z.t.     |
| 7          | Thor Hushovd        | Team Garmin-Cervélo | z.t.     |
| 8          | Sébastien Turgot    | Team Europcar       | z.t.     |
| 9          | José Joaquín Rojas  | Team Movistar       | z.t.     |
| 10         | Sébastien Hinault   | AG2R-La Mondiale    | z.t.     |
|            |                     |                     |          |
| 14         | Philippe Gilbert    | Omega Pharma-Lotto  | z.t.     |
| 25         | Rob Ruijgh          | Vacansoleil-DCM     | z.t.     |

| Strijdlustigste renner |                    |              |
|                        | Naam               | Ploeg        |
|                        | Yannick Talabardon | Saur-Sojasun |

## Klassementen
| Algemeen Klassement |                  |                     |           |
| Plaats              | Naam             | Ploeg               | Tijd      |
| Gele trui           | Thor Hushovd     | Team Garmin-Cervélo | 28u29'27" |
| 2                   | Cadel Evans      | BMC Racing Team     | op 00'01" |
| 3                   | Fränk Schleck    | Team Leopard-Trek   | op 00'04" |
| 4                   | David Millar     | Team Garmin-Cervélo | op 00'08" |
| 5                   | Andreas Klöden   | Team RadioShack     | op 00'10" |
| 6                   | Jakob Fuglsang   | Team Leopard-Trek   | op 00'12" |
| 7                   | Andy Schleck     | Team Leopard-Trek   | z.t.      |
| 8                   | Tony Martin      | Team HTC-High Road  | op 00'13" |
| 9                   | Peter Velits     | Team HTC-High Road  | z.t.      |
| 10                  | Robert Gesink    | Rabobank            | op 00'20" |
|                     |                  |                     |           |
| 12                  | Philippe Gilbert | Omega Pharma-Lotto  | op 00'33" |

| Ploegenklassement |                     |           |
| Plaats            | Ploeg               | Tijd      |
|                   | Team Garmin-Cervélo | 84u39'01" |
| 2                 | Team Leopard-Trek   | + 00'04"  |
| 3                 | Team RadioShack     | + 00'10"  |
| 4                 | Team HTC-High Road  | + 00'13"  |
| 5                 | Quick Step          | + 01'21"  |
| 6                 | Rabobank            | + 01'34"  |
| 7                 | Team Katjoesja      | + 01'46"  |
| 8                 | Team Europcar       | + 02'10"  |
| 9                 | Team Movistar       | + 02'29"  |
| 10                | Omega Pharma-Lotto  | + 02'53"  |

## Nevenklassementen
| Puntenklassement |                    |                    |        |
| Plaats           | Naam               | Ploeg              | Punten |
| Groene trui      | José Joaquín Rojas | Team Movistar      | 167    |
| 2                | Philippe Gilbert   | Omega Pharma-Lotto | 156    |
| 3                | Mark Cavendish     | Team HTC-High Road | 150    |
|                  |                    |                    |        |
| 25               | Lieuwe Westra      | Vacansoleil-DCM    | 32     |

| Bergklassement |                   |                    |        |
| Plaats         | Naam              | Ploeg              | Punten |
| Bolletjestrui  | Johnny Hoogerland | Vacansoleil-DCM    | 4      |
| 2              | Anthony Roux      | Française des Jeux | 3      |
| 3              | Cadel Evans       | BMC Racing Team    | 2      |
|                |                   |                    |        |
| 4              | Philippe Gilbert  | Omega Pharma-Lotto | 1      |

| Jongerenklassement |                   |                             |           |
| Plaats             | Naam              | Ploeg                       | Tijd      |
| Witte trui         | Robert Gesink     | Rabobank                    | 28u29'47" |
| 2                  | Rein Taaramäe     | Cofidis, le crédit en ligne | + 01'53"  |
| 3                  | Arnold Jeannesson | Française des Jeux          | + 02'17"  |
|                    |                   |                             |           |
| 33                 | Thomas De Gendt   | Vacansoleil-DCM             | + 16'36"  |

## Opgaven
- Tom Boonen (Quick Step) als gevolg van blessures na een valpartij tijdens de vijfde etappe.
- Bradley Wiggins (Sky ProCycling) als gevolg van een valpartij in deze etappe
- Rémi Pauriol (Française des Jeux) als gevolg van een valpartij in deze etappe

1e etappe ·
2e etappe ·
3e etappe ·
4e etappe ·
5e etappe ·
6e etappe ·
7e etappe ·
8e etappe ·
9e etappe ·
10e etappe ·
11e etappe ·
12e etappe ·
13e etappe ·
14e etappe ·
15e etappe ·
16e etappe ·
17e etappe ·
18e etappe ·
19e etappe ·
20e etappe ·
21e etappe
Startlijst · Eindstanden · Afbeeldingen